# El 33
El 33 (fins a l'any 2001, Canal 33) és el segon canal de la Televisió de Catalunya, pertanyent a la Corporació Catalana de Mitjans Audiovisuals (CCMA). Va néixer el 1989 per a complementar la programació de TV3, i al llarg d'aquests anys aquesta programació s'ha anat desdoblant en nous canals. El 23 d'abril de 2001 va perdre la programació infantil i juvenil, que va passar al K3 (actualment SX3). A partir del 6 de febrer de 2011, després de passar la programació esportiva a l'Esport 3, El 33 es redefineix de nou, aquesta vegada com a "canal temàtic de coneixement, divulgació i cultura, i que ofereix una mirada curiosa sobre el món".
Durant un període de gairebé nou anys (des del dilluns 23 d'abril del 2001 fins al divendres 12 de febrer del 2010) va compartir freqüència en el dial analògic primer amb el K3, després amb el Canal Super3 i finalment amb el SX3. En la TDT, El 33 emet de dos quarts de deu de la nit a les 6 del matí. A partir de l'octubre de 2012, el Canal 33 va començar a compartir freqüència amb el canal Super 3 a causa de la reorganització d'alguns canals per adaptar-se a la situació econòmica del país. L'octubre del 2022 encara continua compartint freqüència amb el canal SX3 (però tan sols en la TDT). A partir del 2 d'abril de 2024, torna a desdoblar-se, disposant d'un canal lineal complet les 24 hores del dia al web, i mantenint la doble emissió SX3/33 a la TDT.
El mes d'abril de 2015, conjuntament amb el Canal Super3 i el 3/24, va deixar d'emetre a les Illes Balears a conseqüència de la reordenació de l'espai radioelèctric. Aquesta decisió del Govern de les Illes Balears fou molt controvertida per l'existència d'alternatives tècniques que haurien fet possible la continuïtat de la seva recepció.
El 17 de desembre de 2015, va tornar el senyal del canal 33, juntament amb el senyal del Canal Súper3 i el 3/24 a les Illes Balears. El nou Govern Balear de Francina Armengol va formular la solució tècnica d'adaptar el múltiplex autonòmic del canal 26, comprimint i optimitzant estadísticament el senyal de la resta de canals, sense minvar la qualitat del senyal d'alta definició d'IB3, la televisió pública balear. El retorn del senyal ha comportat un augment de l'oferta pública de canals en llengua pròpia a les Illes Balears.

## Història

### Naixement
El segon canal de Televisió de Catalunya neix el 10 de setembre de 1989 envoltat de polèmica per part de Televisió Espanyola, que pensava obrir un tercer canal exclusiu per a Catalunya que es produís a Sant Cugat del Vallès, arribant a emetre entre els mesos d'agost i octubre pel canal 41 de l'UHF, i la CCRTV havia previst el llançament d'un segon canal de televisió, que en un principi seria anomenat TV4, i després seria rebatejat Canal 33.
A l'abril del 1988, amb el vot favorable de CiU, ERC i Aliança Popular, i l'abstenció del PSC i el PSUC, la CCRTV anuncia el llançament de TV4, un canal que, fins i tot, es va arribar a especular que podria comptar amb la intervenció de Silvio Berlusconi, fet que CiU va negar.
Això va provocar una pugna entre el Govern d'Espanya i el Govern de Catalunya, que no es va resoldre fins al 1989. Televisió de Catalunya va començar, per sorpresa per al Govern i la Generalitat, les seves emissions de proves experimentals el 10 de setembre de 1988, de forma alegal al canal 47 d'UHF de Barcelona. La Direcció General de Telecomunicacions va ordenar a Televisió Espanyola interferir el senyal del nou canal, mentre que la televisió catalana va intentar esquivar el boicot amb un emissor il·legal, que emetia pel canal 51 de l'UHF, i que posteriorment va haver de ser retirat.
El canal va emetre fins l'11 de novembre, quan va cessar les emissions temporalment fins que s'arreglara l'assumpte de les freqüències, tornant a emetre proves els dies 26 i 30 de desembre.
Finalment es va produir una negociació entre les parts enfrontades i el Ministeri de Transports va atorgar a l'abril quatre freqüències per Barcelona, Tarragona, Lleida i Girona. Així la cadena va poder començar les seves proves regulades el 23 d'abril de 1989 i les emissions regulars de caràcter oficial el 10 de setembre del mateix any, amb una cobertura que ja arribava al 78% de la població del Principat. Segons el seu primer director, Enric Casals, la programació es dedicaria a la informació comarcal, la cultura i l'esport. Posteriorment, TVE no va arribar a materialitzar el projecte del seu tercer canal, la qual cosa va ajudar el Canal 33 a consolidar-se a Catalunya.

### La consolidació
La cadena va començar emetent programes anteriorment transmesos per TV3 i cicles de pel·lícules, per passar el setembre de 1989 a emetre programació pròpia en la majoria del seu horari. A aquesta cadena van incloure's alguns programes de TV3 com el musical Sputnik o sèries de ciència-ficció com Star Trek.
Al setembre de 1989, en el marc del conflicte entre la CCRTV i RTVV, perquè la reciprocitat entre Canal 9 i TV3, acordada pels presidents d'ambdós governs autonòmics, es duguera a terme, el director general de la Corporació Catalana de Ràdio i Televisió oferí al de Radiotelevisió Valenciana que les freqüències de Canal 33 emeteren el senyal de Canal 9 a les hores en què Canal 33 no emetia, però el director de RTVV s'hi negà en considerar que la reciprocitat seria incompleta.
Des dels inicis de la programació regular, el Canal 33 es rebé a l'illa de Mallorca. L'any 1990, però, entre el 19 de març i el 21 de juny, el Canal 33 hagué de compartir freqüència d'emissió amb TVE 2 Catalunya i Balears i Canal 9.
Posteriorment el canal va anar ampliant la seva cobertura i horaris, passant a emetre durant la major part del dia a mitjans dels noranta. S'hi van afegir programes educatius com Graduï's, ara pot i Universitat Oberta, i durant els matins es van incloure documentals i sèries infantils o juvenils dins del programa Club Súper3. També es van començar a retransmetre programes esportius que no tenien cabuda a TV3 com el bàsquet o l'hoquei sobre patins. Fins i tot s'emetia un informatiu, anomenat Notícies 33, amb un informatiu local per a Eivissa i Formentera fins al 2001.
Entre el 24 de juliol i el 9 d'agost del 1992, coincidint amb els Jocs Olímpics de Barcelona, el Canal 33 es va convertir en el Canal Olímpic, creat mitjançant un acord entre la CCRTV i de la RTVE per oferir durant 24 hores al dia els Jocs Olímpics en català, amb informatius i retransmissions en directe.

### Primer canvi d'imatge
L'any 1996, per a potenciar el canal, es van ampliar les hores d'emissió (començant a emetre a dos quarts de vuit del matí fins a les tres de la matinada) i a més es va canviar la imatge corporativa, simplificant-la, encara que es va mantenir el seu símbol característic, el 33 girat. La seva programació es va consolidar cap a un públic especialitzat, de servei al públic i una alternativa a la TV3.

### El Canal 33 passa a ser El 33
El 23 d'abril de 2001, coincidint amb l'aniversari del Canal 33, la CCRTV reestructura el seu segon canal de televisió. A causa de la creixent aparició de continguts infantils i juvenils al Canal 33, l'ens català va decidir crear un nou canal infantil anomenat K3, que emetria en la mateixa freqüència analògica que el Canal 33. Així, el K3 emetria als matins i Canal 33 ho faria a la nit. La reestructuració es va completar el 7 de maig, quan el Canal 33 canvia el seu nom i logotip, passant a anomenar-se El 33.
La seva programació va passar a tenir un enfocament més cultural i experimental, i va donar cabuda a bastants programes de producció pròpia que aprofundien en la cultura catalana. El desembre de 2006 El 33 va tornar a tenir un canal complet les 24 hores, ja que la CCRTV va desdoblar els seus canals, però només a la TDT, mantenint la doble emissió K3-33 en analògic (fins al febrer del 2010). A més a més, tant TV3 com el 33 (aquesta vegada com a canal propi) van continuar emetent en analògic fins al 28 de març de 2010, data de l'apagada analògica de l'emissor de Maçanet de Cabrenys, dirigit cap a la Catalunya del Nord.

### El 33 com a canal temàtic de coneixement, divulgació i cultura
Amb la posada en marxa de la TDT i la reestructuració dels canals de Televisió de Catalunya, s'estudia la possibilitat de crear un canal d'esports per deixar El 33 com a canal temàtic cultural. D'aquesta manera, el 22 d'octubre de 2010 s'inicien les emissions en proves del canal temàtic d'esports Esport3, que va començar les seves emissions regulars el 5 de febrer de 2011. Això provoca, doncs, que el 33 perdi la seva programació esportiva i es converteixi en un canal eminentment cultural. Entre altres coses, això permet ampliar i millorar les produccions divulgatives i culturals que ofereix el canal i també estabilitzar i donar regularitat a l'oferta de "prime time" del canal, que es veia alterada per culpa dels horaris de les transmissions esportives.

### Compartir freqüència
El setembre de 2011, el canal va estrenar nova imatge, culminant la remodelació del 33 després de la pèrdua de la programació esportiva. Fruit d'aquesta remodelació també s'han incorporat programes nous a la graella del 33, com Òpera en texans o Via llibre.
Des de l'octubre de 2012, però el canal comparteix freqüència amb el Super 3 (actualment SX3), emetent només 8 hores i mitja al dia (nit i matinada), a causa de la crisi econòmica que afecta la Corporació Catalana de Mitjans Audiovisuals.
Al mes de juliol de 2020 la CCMA va especular amb la possibilitat de tornar la franja esportiva al Canal 33, eliminant el canal Esport 3, i de crear un canal juvenil, en un principi sota el nom Super 3 Z (simulant l'antic 3XL).
El 10 d'octubre de 2022 es va estrenar el SX3, substituint l'antic Canal Super3. El 33 encara continuava compartint freqüència amb el nou canal, però tan sols en la televisió lineal, en les emissions en línea es van separar. Actualment, una possible reestructuració dels canals està sobre la taula.
A partir de les 21:56 h del 2 d'abril de 2024, el Canal 33 torna a desdoblar-se, disposant d'un canal lineal complet les 24 hores del dia al web, i mantenint la doble emissió SX3/33 a la TDT.

### Logotips
Durant la seva història, ha tingut quatre imatges corporatives, tres corresponents a l'etapa com a Canal 33, una d'elles una modificació de l'altra, i una a l'etapa d'El 33:

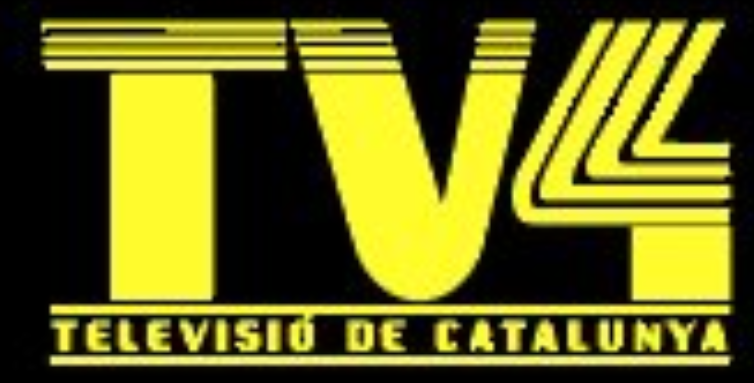
Prototip del projecte de TV4 de l'abril del 1988.
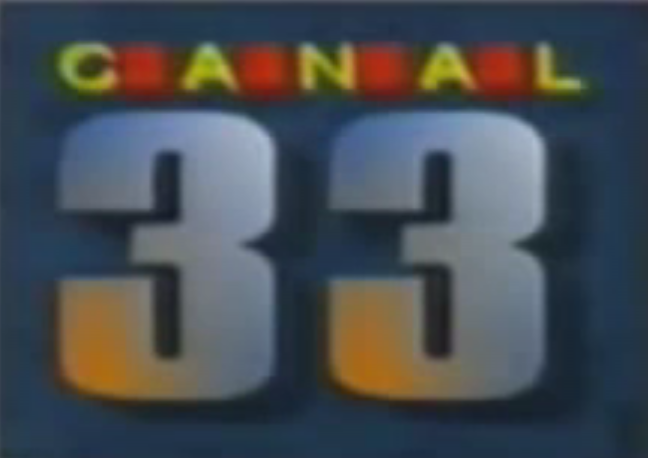
Logo de les emissions en proves del Canal 33 entre el 10 de setembre del 1988 i el 23 d'abril del 1989.
Logotip entre el 23 d'abril del 1989 i el setembre del 1997.
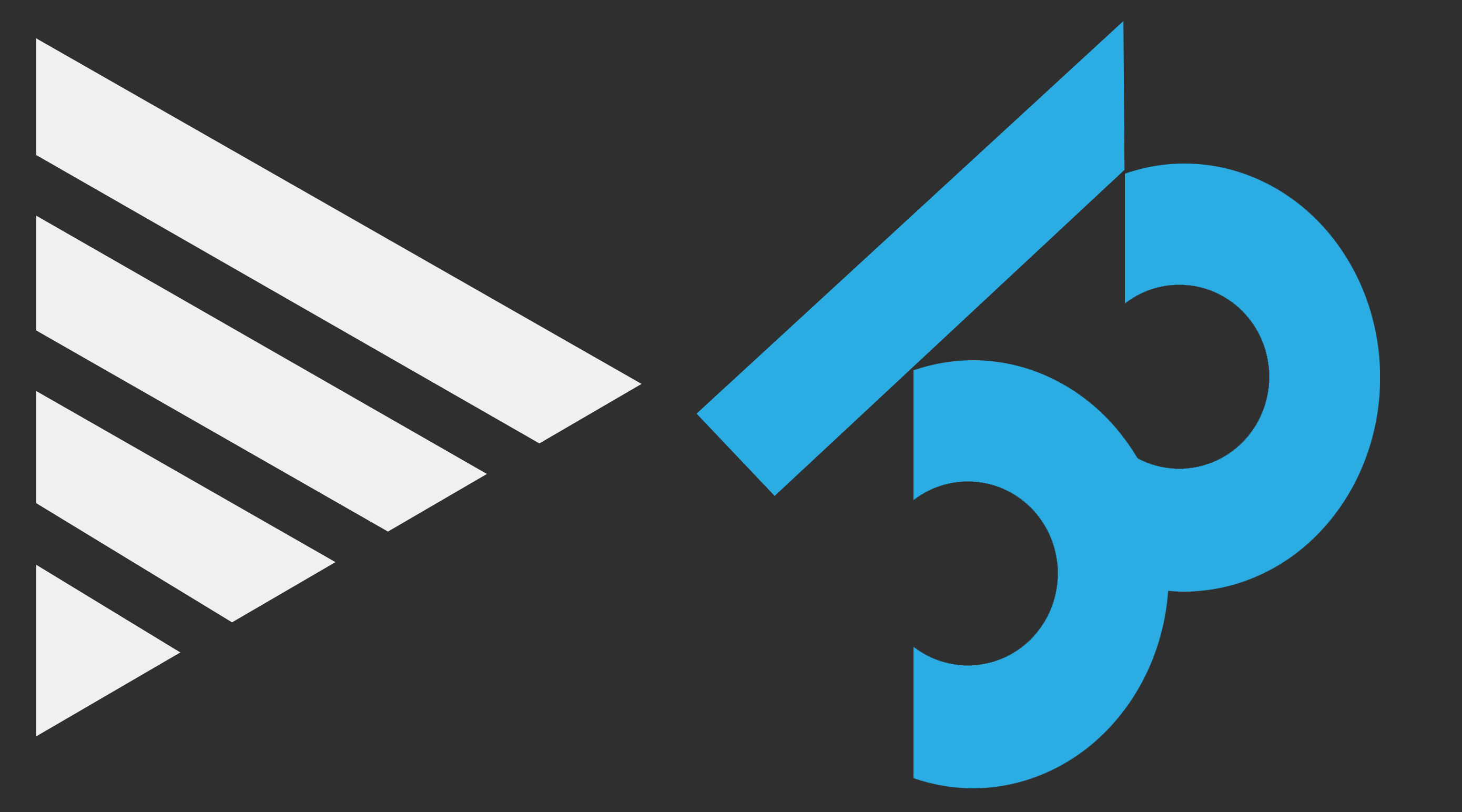
Modificació del logo de 1989 amb el triangle corporatiu de TVC, utilitzat entre el setembre del 1997 i el maig del 2001.
Logo des del maig del 2001.

## Horaris d'emissió
Amb la creació del K3 el 23 d'abril de 2001, el 33 va tenir una franja d'emissió entre les vuit del vespre i les set del matí, mentre que els caps de setmana emetia a partir de les dotze del migdia. Tot i ser un canal compartit, "K3/Canal 33" no va emetre les 24 hores del dia fins a la constitució del nou 33, el 7 de maig de 2001. A partir del 2 de desembre de 2006 el K3 i el 33 es varen separar només a la Televisió Digital Terrestre. A la televisió analògica, però, El 33 emetia de les nou del vespre fins a les sis del matí, i la resta la compartia amb el K3 i a partir del 18 d'octubre de 2009, amb el Canal Super3, fins al 14 de febrer de 2010.
A partir de l'1 d'octubre de 2012, durant la crisi econòmica global, la Corporació Catalana de Mitjans Audiovisuals va tornar a unir el Canal Super 3 amb El 33 dins d'un procés de remodelació l'oferta de canals de ràdio i televisió d'aquest organisme. Així doncs, la franja d'emissió del canal va passar a ser de dos quarts de nou del vespre a 6 del matí, començant a partir de les deu de la nit en períodes de vacances escolars. A partir de 2019, El 33 va perdre mitja hora d'emissió començant a partir de les deu de la nit, fins i tot en període escolar. A 10 d'octubre de 2022, El 33 torna a emetre de dos quarts de nou del vespre a sis del matí. A partir del 2 d'abril de 2024, el Canal 33 torna a separar-se del SX3, però exclusivament al web.

### Audiències
Des del dilluns 23 d'abril del 2001 fins al 12 de febrer del 2010 i a partir d'octubre de 2012, l'audiència inclou l'emissió compartida de freqüència amb el K3 o el Canal Súper3:
| Any  | Gener | Febrer | Març | Abril | Maig | Juny | Juliol | Agost | Setembre | Octubre | Novembre | Desembre | Mitjana anual |
| ---- | ----- | ------ | ---- | ----- | ---- | ---- | ------ | ----- | -------- | ------- | -------- | -------- | ------------- |
| 1989 | -     | -      | -    | -     | -    | -    | -      | -     | -        | -       | -        | -        | 1,4%          |
| 1990 | -     | -      | -    | -     | -    | -    | -      | -     | -        | -       | -        | -        | 1,7%          |
| 1991 | -     | -      | -    | -     | -    | -    | -      | -     | -        | -       | -        | -        | 4%            |
| 1992 | -     | -      | -    | -     | -    | -    | -      | -     | -        | -       | -        | -        | 7%            |
| 1993 | -     | 6,1%   | -    | -     | -    | -    | -      | -     | -        | -       | -        | -        | 5,6%          |
| 1994 | -     | -      | -    | -     | -    | -    | -      | -     | -        | -       | -        | -        | 5,2%          |
| 1995 | -     | -      | -    | -     | -    | -    | -      | -     | -        | -       | -        | -        | 4,3%          |
| 1996 | 6,8%  | -      | -    | 7,1%  | -    | -    | -      | -     | -        | 7%      | -        | -        | 6,9%          |
| 1997 | -     | 7%     | 6,9% | -     | -    | -    | -      | -     | -        | 6,9%    | -        | -        | 7,1%          |
| 1998 | 6%    | 6,7%   | 6,6% | 5,3%  | 5,6% | 5,1% | 5%     | 5,2%  | 5,6%     | 5,9%    | 5,6%     | 5,2%     | 5,7%          |
| 1999 | 5,9%  | 6%     | 6%   | 5,4%  | 5,7% | 5,1% | 4,6%   | 5%    | 4,7%     | 5,1%    | 4,6%     | 4,5%     | 5,2%          |
| 2000 | 4,9%  | 5,6%   | 5,5% | 5,3%  | 5,2% | 4,7% | 5%     | 4,8%  | 4,9%     | 5,3%    | 5,3%     | 5,2%     | 5,1%          |
| 2001 | -     | -      | -    | -     | 6,1% | 6,3% | -      | -     | -        | -       | 6,5%     | -        | 6,1%          |
| 2002 | 7,1%  |        | 7%   | 6,8%  | 6,9% | 6,8% | 7,9%   | 7%    | 7%       | 6,8%    | 7,1%     | 7,2%     | 7%            |
| 2003 | -     | -      | -    | -     | -    | -    | 7%     | 6,2%  | 6,3%     | 6,5%    | 6,5%     | 6,3%     | 6,8%          |
| 2004 | 6,4%  | 6,6%   | 7%   | 6,9%  | 6,1% | 6,1% | 6,4%   | 6,1%  | 6,6%     | 5,6%    | 5,7%     | 5,2%     | 6,2%          |
| 2005 | 5,3%  | 5,2%   | 5,2% | 5,2%  | 5,3% | 5,7% | 5,5%   | 5,4%  | 5,4%     | 4,9%    | 5,1%     | 5,0%     | 5,3%          |
| 2006 | 4,8%  | 4,8%   | 4,5% | 4,6%  | 4,5% | 4,4% | 4,3%   | 4,2%  | 4,3%     | 3,9%    | 3,9%     | 3,9%     | 4,4%          |
| 2007 | 3,8%  | 3,6%   | 3,6% | 3,5%  | 3,1% | 3,5% | 3,9%   | 3,9%  | 3,4%     | 3,1%    | 3%       | 2,9%     | 3,4%          |
| 2008 | 2,9%  | 2,8%   | 2,9% | 2,9%  | 2,8% | 2,9% | 3,2%   | 2,9%  | 3,3%     | 2,9%    | 2,6%     | 2,8%     | 2,9%          |
| 2009 | 2,6%  | 2,5%   | 2,5% | 2,3%  | 2%   | 2%   | 1,8%   | 1,6%  | 1,7%     | 1,3%    | 1,2%     | 1,1%     | 1,9%          |
| 2010 | 1,1%  | 1%     | 1,9% | 1,5%  | 1,6% | 1,6% | 1,5%   | 1,9%  | 1,6%     | 1,7%    | 1,9%     | 1,9%     | 1,6%          |
| 2011 | 1,8%  | 1,3%   | 1,2% | 1,3%  | 1,4% | 1,5% | 1,8%   | 2%    | 1,6%     | 1.6%    | 1,6%     | 1,6%     | 1,6%          |
| 2012 | 1,5%  | 1,5%   | 1,5% | 1,4%  | 1,4% | 1,5% | 1,5%   | 1,6%  |          | 1,5%    | 1,5%     |          |               |

## Programació
- Una Nit al Liceu, emissió en diferit de representacions operístiques retransmeses des del Gran Teatre del Liceu
- Segle XX, programa d'història contemporània, presentat per Joan B. Culla.
- Temps d'aventura, programa d'esports a l'aire lliure.
- Ànima, magazín d'actualitat cultural.
- Quèquicom, programa sobre ciència i tecnologies.
- Arròs covat, sèrie d'animació.
- Taller, emissió de documentals de nous realitzadors.
- Valor afegit, programa sobre economia.
- Bestiari Il·lustrat, entrevistes amb personatges de la cultura catalana.
- Sputnik, programa musical.
- L'hora del lector, programa sobre literatura.
- Thalassa, programa sobre la vida al mar.
- D'aquíd'allà, programa sobre les comunitats d'immigrants que estan a Catalunya.
- Cronos, emissió dels millors documentals històrics de producció internacional.
- Pop ràpid, sitcom de temàtica musical.